# Central McPherson (Dakota del Sur)
Central McPherson es un territorio no organizado ubicado en el condado de McPherson en el estado estadounidense de Dakota del Sur. En el Censo de 2010 tenía una población de 561 habitantes y una densidad poblacional de 0,36 personas por km².

## Geografía
Central McPherson se encuentra ubicado en las coordenadas 45°45′13″N 99°7′29″O / 45.75361, -99.12472. Según la Oficina del Censo de los Estados Unidos, Central McPherson tiene una superficie total de 1575.89 km², de la cual 1551.27 km² corresponden a tierra firme y (1.56%) 24.62 km² es agua.

## Demografía
Según el censo de 2010, había 561 personas residiendo en Central McPherson. La densidad de población era de 0,36 hab./km². De los 561 habitantes, Central McPherson estaba compuesto por el 99.64% blancos, el 0% eran afroamericanos, el 0% eran amerindios, el 0% eran asiáticos, el 0.18% eran isleños del Pacífico, el 0% eran de otras razas y el 0.18% pertenecían a dos o más razas. Del total de la población el 0% eran hispanos o latinos de cualquier raza.